# Eleodor Focșeneanu
Eleodor Focșeneanu (n. 17 februarie 1925, Câmpina – d. 22 aprilie 2015, București) a fost un jurist român, avocat și om de litere, membru al baroului București, traducător și cercetător cu preocupări în domeniul dreptului constituțional.
În perioada 1992, în preajma adoptării Constituției de atunci, a publicat în ziarul România Liberă o serie de articole în foileton, în care a argumentat temeinic, pe baze juridice, faptul că forma de guvernământ republicană nu putea fi impusă arbitrar, printr-o simplă decizie politică, fără consultarea națiunii.
În lucrarea sa „Istoria constituțională a României”, apărută în două ediții (cu adăugiri și completări succesive) la Editura Humanitas (1992 și 1998) și într-o a treia ediție (exclusiv în format electronic) la Google Books, 2008, Eleodor Focșeneanu face (printre altele) demonstrația juridică riguroasă, bazată pe documente certe, a abuzurilor constituționale din perioada comunistă și a neregulilor de fond survenite în regimul constituțional de după Revoluția Română din 1989: Constituția din 1991 care nu a intrat niciodată în vigoare (nefiind publicată în „Monitorul Oficial”), abuzurile asupra regimului de proprietate, contradicții în texte, etc.
Eleodor Focșeneanu a fost și primul avocat al Majestății Sale Regelui Mihai I după Revoluția Română din 1989.
Maestrului Eleodor Focșeneanu i-a fost acordată, în anul 2008, decorația Crucea Casei Regale a României.

## Lucrări
- Dreptul de traducere (teză de doctorat, finalizată dar nesusținută din motive politice)
- Dicționar de buzunar spaniol-român. 20 000 de cuvinte, Editura Științifică, București, 1968
- Herberto Sales, căutătorii de diamante, traducere din limba portugheză și postfață de Eleodor Focșeneanu, Editura pentru Literatură Universală, București, 1969
- Falsul, frauda și escrocheria Arhivat în 6 august 2023, la Wayback Machine., articol apărut în revista Lumea liberă românească din New York, No. 153 din 7 septembrie 1991
- Legea prin care s-a proclamat republica este un fals! — Ea n-a fost adoptată de Adunarea Deputaților!, în ziarul România liberă No. 507 de marți, 15 octombrie 1991
- Senzaționala dezvăluire a celei mai cumplite minciuni din istoria României, în ziarul Momentul No. 61 de marți, 15 octombrie 1991
- Istoria constituțională a României (1859-1991), Editura Humanitas, 1992
- Dicționar spaniol-român. 17 000 de cuvinte, Editura Teora, 1995
- Constituția Japoniei, prezentare istorică, traducerea textelor din limba japoneză și îngrijirea ediției de Eleodor Focșeneanu, Editura All, București, 1997
- Două săptămâni dramatice din istoria României (17-30 decembrie 1947), Editura All, 1997
- Constituția Spaniei (traducere de Mihaela Prisăcaru - judecător). Prezentare a evoluției ordinii constituționale în Spania, de Eleodor Focșeneanu, Editura All, 1998
- Dicționar spaniol-român. 25 000 de cuvinte, Editura Teora, București, 1998
- Dumitru Brezulescu. O viață închinată țărănimii, Editura Vremea, 1998
- Istoria constituțională a României (1859-1991), Editura Humanitas, 1998, ediția a II-a revăzută, ISBN 973-28-0796-2
- Legea fundamentală pentru Republica Federală Germania, prezentare istorică, traducerea textelor din limba germană și îngrijirea ediției de Eleodor Focșeneanu, Editura All, 1998
- Care este numele complet al Constituției României?, în ziarul Lumea liberă românească din New York, No. 585 din 18 decembrie 1999
- Istoria constituțională a României (1859-2003), ediția a III-a revizuită și completată, 2008, publicată doar în format electronic la Google Books
- Două săptămâni dramatice din istoria României (17-30 decembrie 1947), Editura Curtea Veche, 2014, ediția a III-a, ISBN 978-606-588-638-4